# دواين غرين
دواين غرين (بالهولندية: Dwayne Green)‏ (3 سبتمبر 1996 - ) هو لاعب كرة قدم هولندي في مركز الدفاع. لعب مع آر كي سي فالفيك.

## وصلات خارجية
- دواين غرين على موقع قاعدة بيانات كرة القدم.إي يو (الإنجليزية)
- دواين غرين على موقع ناشيونال فوتبول تيمز (الإنجليزية)
- دواين غرين على موقع Soccerway.com (الإنجليزية)
- دواين غرين على موقع عالم كرة القدم.نت (الإنجليزية)